# Mobile Akademie Berlin
Die Mobile Akademie Berlin (MAB) ist ein wechselndes Ensemble aus Künstlern, Wissenschaftlern und Architekten unter der Leitung von Hannah Hurtzig und Marian Kaiser. Die MAB entwirft und produziert Installationen und Inszenierungen im Zwischenbereich von Theater, Wissenschaft und Kunst.

## Die Mobile Akademie Berlin
Die Aufführungen und Installationen der Mobilen Akademie Berlin befassen sich mit akademischem Wissen und Wissenschaftssprache. Sie verbinden aktuelle politische Themen mit akademischem Diskurs und Beiträgen wechselnder Akteure und Experten aus unterschiedlichen Bereichen. Seit ihrer Gründung im Jahr 1999 „Internationale Theaterakademie Ruhr“ inszeniert die MAB „Bühnenauftritte und Versammlungsstätten des Wissens und Nicht-Wissens“ in eigens entworfenen Bühnenarchitekturen und performativen Schauplätzen. Ihr bekanntestes Format ist der „Markt für Nützliches Wissen und Nicht-Wissen“. In den letzten Jahren entstanden verschiedene kollektive Lern- und Produktionsräume zur Wissensvermittlung an unterschiedlichen Orten der Welt, unter anderem in Nowosibirsk, Tel Aviv, Delhi, São Paulo und Taipeh.
Seit 2009 realisiert die MAB jedes Jahr eine Produktion, die sich mit der „anwesenden Abwesenheit der Toten“ und den spätmodernen Lebenswissenschaften beschäftigt. Nachdem die UntotenThema von Produktionen waren, waren in den letzten Jahren stärker die Toten in den Arbeiten anwesend, z. B. in den Aufführungen zum Milieu der Toten in Wien, Hamburg und Berlin.
Neben ihren Installationen und Performances produziert die MAB Videoarbeiten und künstlerisch-wissenschaftliche Publikationen. Einige Veranstaltungen werden nicht von der MAB selbst organisiert, sondern im Lizenz- und Copyleft-Verfahren vergeben. Die MAB nimmt alle Gespräche, die seit 1999 mit Experten aus aller Welt geführt wurden auf und speist sie in ein Online-Archiv ein. Zudem wurden verschiedene mobile Archiveinheiten entwickelt, z. B. in der Form eines russischen Kiosks, eines Flightcase oder einer Filmkulisse. Die mobilen Archiveinheiten sind sowohl Aufzeichnungs- wie Abspielmedien, in ihnen werden Ereignisse live gezeigt, aufgenommen und an anderen Orten wieder abgespielt.

## Markt für nützliches Wissen und Nicht-Wissen
Der „Markt für nützliches Wissen und Nicht-Wissen“ (bis 2020 „Schwarzmarkt für nützliches Wissen und Nicht-Wissen“) fand bisher 31-mal in verschiedenen Ländern statt. Jeder Schwarzmarkt präsentiert ein spezifisches Thema. Bis zu 100 vorrangig lokale Experten aus verschiedenen Bereichen und Disziplinen bieten ihr Wissen in 30-minütigen Vieraugengesprächen an Einzeltischen an. Das Publikum kann entweder Dialoge mit den Experten führen oder per sogenanntem „Markt-Radio“ über Kopfhörer in ausgewählte Gesprächen hineinhören. Zwischen intimer Unterhaltung und konzentriertem Austausch einerseits und öffentlicher Unterhaltung andererseits, soll so ein gemeinsamer Diskurs- oder Kommunikationsraum entstehen, in dem Lernen und Verlernen, Wissen und Nicht-Wissen, auf nicht-institutionellem Weg ihren Besitzer wechseln. Experten können Wissenschaftler, Handwerker, Künstler, Philosophen oder der Nachbar sein, der ein spezifisches Wissen zu dem übergreifenden Thema hat und es teilen möchte.
Der Markt für nützliches Wissen und Nicht-Wissen folgt einem strikt getakteten dramaturgischen und administrativen Ablauf. Der Zuschauer, bzw. „der Klient“ kann zwischen mehreren Experten oder „Wissensdienstleistern“ wählen. Über jedem Experten-Tisch hängt eine Edison-Glühlampe, die aufleuchtet, wenn die Runde beginnt. Bereits beim Betreten des Markts wird den Zuschauern eine ausführliche Enzyklopädie überreicht, auf der alle Gespräche verzeichnet sind. Die Enzyklopädie dient der Information und Wissensorganisation, ist jedoch versehen mit absurden Assoziationen. Karin Harrasser spricht von einer „pataphysischen Taxonomie“. In jedem Schwarzmarkt hängt ein Schild mit dem Oswald Wiener Zitat: „Erst als ich hörte, wie Du mich verstehst, wusste ich, was ich gesagt habe.“
Wolfgang Behrens hebt in seinem Artikel „Intime Bekenntnisse eines Schwarzmarkt-Besuchers“ hervor, dass es nicht darum geht, den Besuchern „vorhandenes Wissen einzutrichtern“, sondern viel mehr darum, in sokratischem Dialog „Wissen und Nicht-Wissen aus dem jeweiligen Gesprächspartner herauszuziehen“. Bojana Cvejic weist darauf hin, dass der Schwarzmarkt ein Ort ist, an dem Wissen zugleich produziert und präsentiert wird. Jenseits klassischer Repräsentationslogiken des Theaters entsteht so ein Ort, der laut Dirk Baecker die komplizierte „Ökonomie des Wissens“ inszeniert und Kommunikationsprozesse im Vollzug beobachtbar werden lässt. Hierbei würde das Theater zum Ort einer kritischen Beobachtung der Art und Weise auf, wie in der Gesellschaft Wissen kommunikativ erzeugt und verarbeitet wird und zu einer Reflexion über Öffentlichkeit. Das Theater beobachtet sich, wie auch die Zuschauer, selbst beim Beobachten. Markus Krajewski hat auf die besondere Rolle der Glühbirne auf dem Schwarzmarkt hingewiesen.
Die Szenographie des Marktes spielt mit der Metapher des Archivs und referiert auf Versammlungsstätten wie den Lesesaal, die Börse, den Wartesaal. Märkte stellen in ihrer Wissensorganisation ein analoges Modell, oder analoges Gegenmodell, zu Wikipedia dar. Der Schwarzmarkt wird hier verstanden, als ein Raum des in Körpern und Personen gebundenen kulturellen Gedächtnisses, der antritt gegen ein an Datenbanken delegiertes Gedächntis. An diesem Ort wird ein Gedächtnis trainiert, das selbstständig Assoziationen produziert und knüpft und sich nicht von Speicherkapazitäten und Suchfunktionen technischer Geräte abhängig macht.
Auf dem Markt wird nicht nur Wissen, sondern auch Nichtwissen gehandelt. Nichtwissen wird jedoch im Verständnis der MAB als das Gegenteil von Wissen oder Ignoranz verstanden, sondern als Rückzugsort für alle die „Dinge, die noch nicht definiert wurden, noch nicht Teil des Kanons sind, die aber trotzdem existieren.“

## Performative Installationen und inszenierte Kongresse
Die performativen Installationen der Mobilen Akademie Berlin bringen häufig akademisches Wissen und wissenschaftliches Sprechen mit fiktionalen Erzählungen in theatrale Zusammenhänge. Sie erzeugen Situationen öffentlicher Intimität und zeichnen sich durch ein Verweben von Geschichte und Geschichten, Fakten und Imaginationen aus. Ein gutes Beispiel ist die Aufführung „Die Stillgestellten, oder Salle des Pas Perdus. Das Meer als Transitraum zwischen Leben und Tod“, in der der Zuschauer einen Parcours von sechs simultan ablaufenden Stationen durchläuft. In einer der Stationen versuchten Theoretiker mit philosophischen Mitteln über eine Verbesserung des Milieus der Toten nachzudenken. In einer anderen Station spielt die amerikanische Expertin für Black Studies Christina Sharpe mit den investigativen Journalisten Max Mönch und Alexander Lahl einen fiktiven Fall durch, in dem die unterseeischen Gebietserweiterungen im Zuge der Entscheidungen der Kommission zur Begrenzung des Festlandsockels auf die angestammten „aqua-utopischen“ Sphären der Waterbabies des „Black Atlantic“ treffen. In weiteren Stationen erzählte der Autor und DJ Thomas Meinecke die Geschichte des „Black Atlantic“ in Songs und Tracks der letzten 50 Jahre oder man konnte einem Casting und Workshop für Leichendarsteller unter der Leitung von Vaginal Davis und Susanne Sachsse beiwohnen.
Die bisher größte Veranstaltung der Mobilen Akademie zum Thema der Lebenswissenschaften fand im Mai 2010 unter dem Titel „Die Untoten – Life Sciences and Pulp Fiction“ auf Kampnagel in Hamburg statt. Der „inszenierte Kongress“ war ein Initiativprojekt der Kulturstiftung des Bundes in Kooperation mit der Berlin-Brandenburgischen Akademie der Wissenschaften. Unter anderem nahmen Vinciane Despret, Joseph Vogl, Sander L. Gilman, Sandy Stone, Mark Ravenhill, Jae Rhim Lee, Dorothee Wenner, Klaus Theweleit, Nicole C. Karafyllis und Bruce LaBruce teil.
Die erste Installation der Mobilen Akademie Berlin (Konzept Hannah Hurtzig und Anselm Franke) war die „Filiale für Erinnerung auf Zeit“, die im Jahr 2000 in Hamburg aufgeführt wurde, mit u. a. Harun Farocki, Christoph Schlingensief, Alexander von Plato, Jürgen Kuttner, Angela Richter, Daniel Richter, Ulrike Poppe, Lilo Wanders, Wolfgang Ernst.
- Das Milieu der Toten. Teil 2, The Afterlife of Slavery. Villa Elisabeth, Berlin 2017
- Das Milieu der Toten. Teil 1, Der Antrag. Silent Green, Berlin 2017
- Die Stillgestellten oder Salle des Pas Perdus. Kampnagel, Hamburg, 2017
- Gespräche aus der Dunkelkammer. Ein Apparat zur Animation verlorener und geschwärzter Texte, Novosibrisk 2016
- Why Talk to Animals, Konferenz und Tierschau, National Gallerie Prag, DEPO2015, Pilsen 2016
- An Ecology of the Dead, Biennale du Lyon, 2015
- At the Table - narratives on the technological, the imagined and the dead body, Sesc Consolação, São Paulo, 2015
- Die Ewigkeit. Eine Konferenz. Haus der Wissenschaft, Braunschweig 2015
- Last Minute Exercise, Indira Gandhi National Centre for the Arts, New Delhi, 2014
- Die Schnittstellen- und Adapterproblematik, Installation und Performance, Stiftung Bauhaus Dessau 2013
- Cerebromatik - über Schnittstellen, Gerätschaften, Hirnbilder, Universität Freiburg 2013
- Das Milieu der Toten. Secession, Wien, 2013
- The Waiting Hall. Scenes of Modernity. Biennale Taipeh 20012
- Die Untoten. Life Science & Pulp Fiction. Kampnagel, Hamburg 2011
- Der Patient. Konferenz über die doppelte Staatsbürgerschaft der Krankheit, steirischer herbst, Graz 2011
- Am Schauplatz der Intimität. Eine Phantasmagorie. Hebbel am Ufer, Berlin 2009
- Der Flüchtling: Dienstleistung an Unerwünschten, Volksbühne am Rosa-Luexemburg -Platz, Berlin 2002
- Information Retrieval. Dialogues on Archiving, The King's Library, British Museum, London 2001
- Filiale für Erinnerung auf Zeit. Hamburger Kammerspiele 2000

## Temporäre Akademien
Ein weiteres Format der MAB sind temporäre Kunstakademien, in denen nicht nur aktuelle Techniken und Methoden der Kunstproduktion vermittelt werden sollen, sondern auch Strategien zur Vermeidung von Kunst und Künstlertum erprobt werden sollen. Lernen wird verstanden als eine Konfrontation mit den eigenen Vorurteilen.
- 2015 The Copycat Academy – A master class with an absent master, Second edition, Toronto, Kanada
- 2014 The Copycat Academy, A master class with an absent master Toronto, Kanada
- 2006 Geister, Gespenster, Phantome und die Orte, an denen sie leben, Warschau, Polen
- 2004 FAKELORE - Konstruktion und Erfindungen urbaner Folklore, Berlin
- 2002 DER FLÜCHTLING: Dienstleistungen an Unerwünschten, Berlin
- 1999 ZUKUNFT DER ARBEIT. Ein Treffpunkt von Theater, Feldforschung und Philosophie auf postindustriellem Gelände, Bochum

## Wandertheater und Mobile Archiveinheiten
Die mobilen Archiveinheiten sind transportable Architekturen, in denen die Performances stattfinden und in Wartehallen oder anderen öffentlichen Räumen installiert werden können. Ein Beispiel ist das „Flight-Case-Archive“, das in zwei Ausgaben existiert: eine im niederländischen Van Abbemuseum, ein zweites als mobile Ausgabe.
- Die Rollende-Road-Schau der Volksbühne am Rosa-Luxemburg-Platz, zusammen mit Bert Neumann (2000/2001)
- Kiosk für nützliches Wissen. Erzählungen von Orten, Städten und Territorien. 3 Teile, (2003–12) Konzept: H. Hurtzig und Anselm Franke. Architektur: Stephen Craig
- Flight Case Archive. Architektur: Florian Stirnemann (seit 2004)
- Das Archiv des Untoten (on tour 2011–2015)
- Die mechanische Arena (seit 2017)
- Das Audio-Archiv der MAB umfasst inzwischen über 1000 Dialoge und Erzählungen.

## Videos
- An Ecology of The Dead, mit Vinciane Despret und Gästen. Video, Länge 47’. Gezeigt: 13th Biennale d’Art Contemporain de Lyon, 2016
- Die Figurine, mit Susanne Sachsse, Video Länge 03´. Gezeigt: Mensch-Raum-Maschine. Bühnenexperimente am Bauhaus, Stiftung Bauhaus Dessau, 2013
- The Milieu of the Dead, Secession, Wiener Festwochen, 2013
- 20 Silhouettes on the Shade. Based on the true story of Susanne Sachsse and Marc Siegel. Mit Vaginal Davis, Diedrich Diedrichsen, Jennifer Doyle, Guy Maddin, Douglas Crimp, Keren Cytter, Stephan Geene, u. a. Länge 55`. Gezeigt: On the Scene of Intimacy, Hebbel am Ufer, Berlin 2009
- Night Lesson. Über das Zaudern, mit Joseph Vogl, Manifesta 7, Trient, Italien, 2008
- Erinnerung, wie schön. Philosophen – Karaoke. Nach einem Text von Moritz Rinke. Länge: 09 ´gezeigt: im Volkspalast im ehemaligen Palast der Republik, 2005

## Ausstellungsbeteiligungen der Mobilen Akademie Berlin
- 13th Biennale de Lyon, 2015
- Death is Your Body, Frankfurter Kunstverein, 2014
- Vom Zaudern, Württembergischer Kunstverein, Stuttgart, 2013
- Unruhe der Form. Entwürfe des politischen Subjekts Wiener Secession, 2013
- Modern Monsters / Death and Life of Fiction, Taipei Biennial 2012
- Too late, too little, (and how) to fail gracefully KunstFort Asperen, Niederlande 2011
- KUB Arena: Living Archives, Kunsthaus Bregenz, 2011
- Play Van Abbe. Part 3: The Politics of Collecting - The Collecting of Politics, Van Abbemuseum, Eindhoven, Niederlande 2010
- 53. La Biennale di Venezia 2009 „Making Worlds“ Venice Biennale, 2009
- Manifesta 7, Trentino-Alto Adige, 2008
- Floating territories – a Trans-Biennial-Project, Öffentlicher Raum, Istanbul, 2009
- Ein Leben in vier Stunden II, KW Institute for Contemporary Art, Berlin, 2006
- Projekt Migration Roadmap to Europe, Köln, 2006
- Migration aus Prinzip, Kunstverein in Hamburg, 2005

## Ensemble
Zum Ensemble der Mobilen Akademie Berlin gehören neben Hannah Hurtzig derzeit unter anderem: der Literaturwissenschaftler Philipp Ekardt, die Kulturwissenschaftlerin und Medientheoretikerin Karin Harrasser, die Philosophin Petra Gehring, die Regisseurin und Schauspielerin Susanne Sachsse, die Medienphilosophin Christiane Voss, die Filmemacherin und Kuratorin Dorothee Wenner, die Kuratorin Sarah Lewis-Cappellari, der Medientheoretiker Marian Kaiser und der bildende Architekt Florian Stirnemann.